# Tadpoles
Tadpoles es el tercer álbum de estudio de la banda de rock cómico Bonzo Dog Doo-Dah Band, originalmente, la mayoría de las canciones presentadas en el álbum eran material que se tocaba en el show Do Not Adjust Your Set, donde los Bonzos solían tocar como el acto principal. Así, el álbum se compone de 3 covers (Dr. Jazz, Monster Mash y By A Waterfall) y 7 canciones originales, tanto en la versión de Reino Unido como en la de Estados Unidos.
El álbum fue acompañado por los sencillo «I'm The Urban Spaceman»/«Canyons of Your Mind» y el sencillo «Mr. Apollo/Readymades» (que se lanzó un doble lado A), que fueron un éxito comercial, especialmente la canción escrita por Neil Innes, «I'm The Urban Spaceman», que alcanzó el número 5 en las listas del Reino Unido
La producción del álbum fue hecha por Gus Dudgeon, productor de varios álbumes del compositor Elton John y por Paul McCartney bajo el seudónimo de Apollo C. Vermouth

## Producción
La producción del álbum fue realizada por el popular productor de música Gus Dudgeon, conocido por producir algunos de los álbumes de Elton John y por un tal Apollo C. Vermouth, que era un seudónimo para Paul McCartney, que produjo principalmente el sencillo principal del álbum, lo que terminaría siendo la inspiración para el tema de hard rock, combinado humorísticamente con rock acústico Mr. Apollo, escrito por Vivian Stanshall y Neil Innes

## Lista de canciones
Ya que en Estados Unidos, el sencillo I'm The Urban Spaceman se usó para publicitar el álbum The Doughnut in Granny's Greenohuse, se tuvo que sustituir esa canción con el sencillo Readymades, que venía como doble lado a de Mr. Apollo, que sí apareció originalmente en el álbum.
Para la versión remasterizada en disco compacto del 2007, se añadieron 5 pistas extras, incluyendo el sencillo Readymades.
| Cara A |                                |                                                     |          |  |
| N.º    | Título                         | Escritor                                            | Duración |  |
| 1.     | «Hunting Tigers Out In Indiah» | Stanley Damerell, Tolchard Evans, Robert Hargreaves | 3:06     |  |
| 2.     | «Shirt»                        | Roger Ruskin Spear                                  | 4:27     |  |
| 3.     | «Tubas In The Moonlight»       | Roger Ruskin Spear                                  | 2:23     |  |
| 4.     | «Dr. Jazz»                     | King Oliver, Walter Melrose                         | 2:40     |  |
| 5.     | «Monster Mash»                 | Bobby Pickett, Leonard Capizzi                      | 2:59     |  |
| 6.     | «I'm The Urban Spaceman»       | Neil Innes                                          | 2:24     |  |

| Cara B |                        |                              |          |  |
| N.º    | Título                 | Escritor                     | Duración |  |
| 1.     | «Ali-Baba's Camel»     | Neil Innes, Vivian Stanshall | 3:31     |  |
| 2.     | «Laughing Blues»       | Mike Bradley                 | 3:44     |  |
| 3.     | «By A Waterfall»       | Irving Kahal, Sammy Fain     | 3:09     |  |
| 4.     | «Mr. Apollo»           | Neil Innes, Vivian Stanshall | 4:20     |  |
| 5.     | «Canyons On Your Mind» | Vivian Stanshall             | 3:04     |  |

| Bonus Tracks de la reedición de 2007 |                                           |                                                  |          |  |
| N.º                                  | Título                                    | Escritor                                         | Duración |  |
| 1.                                   | «Boo!»                                    | Neil Innes, Vivian Stanshall                     | 3:18     |  |
| 2.                                   | «Readymades»                              | Neil Innes, Vivian Stanshall                     | 3:09     |  |
| 3.                                   | «Look At Me I'm Wonderful»                | Vivian Stanshall                                 | 2:51     |  |
| 4.                                   | «We Were Wrong»                           | Vivian Stanshall                                 | 2:19     |  |
| 5.                                   | «The Craig Torso Christmas Show - Medley» | Neil Innes, Vivian Stanshall, Roger Ruskin Spear | 7:14     |  |